# Distretto di José Sabogal
Il distretto di José Sabogal è uno dei sette distretti  della provincia di San Marcos, in . Si trova nella regione di Cajamarca e si estende su una superficie di 594,31 chilometri quadrati.

Istituito l'11 dicembre 1982, ha per capitale la città di Venecia; al censimento 2005 contava 14.581 abitanti.